# Abraham Paz
Abraham Paz Cruz (El Puerto de Santa María, 29 giugno 1979) è un allenatore di calcio ed ex calciatore spagnolo, di ruolo difensore, tecnico della St Joseph's.